# پرورنین
پرورنین (Prorenin) پیش ساز غیرفعال رنین است که به‌طور عمده به وسیله کلیه‌ها ساخته می‌شود و غلظت پلاسمایی آن حدود ده برابر رنین است.

## اهمیت زیستی
پرورنین، پیس ساز غیرفعال رنین است. رنین، یک محدودکننده سرعت در تولید آنژیوتانسین II در سیستم رنین-آنژیوتانسین-آلدوسترون است. این سیستم در تنظیم فشارخون و هومئوستاز سدیم-پتاسیم نقش دارد. با آن که رنینِ تولید شده در کلیه ظاهراً مسئول اصلی تولید آنژیوتانسین II در گردش خون است، اما برخی از اثرات نامبرده در بالا ممکن است با واسطه سیستم‌های رنین-آنژیوتانسین موضعی انجام شود. در انسان، کلیه منبع اصلی پرورنین است. در کلیه‌ها پرورنین به وسیله فعالیت آنزیمی به رنین تبدیل می‌شود. رنین با تأثیر آنزیمی بر آنژیوتانسینوژن، باعث ایجاد یک پپتید ۱۰ اسیدآمینه‌ای می‌شود که آنژیوتانسین I نام دارد. آنژیوتانسین I خصوصیات خفیف منقبض‌کنندهٔ عروق دارد، اما برای بروز تغییرات شدید در عملکرد گردش خون کافی نیست. رنین نیم تا یک ساعت در خون مانده و در طی این مدت، میزان بیشتری آنژیوتانسین I تولید می‌کند.

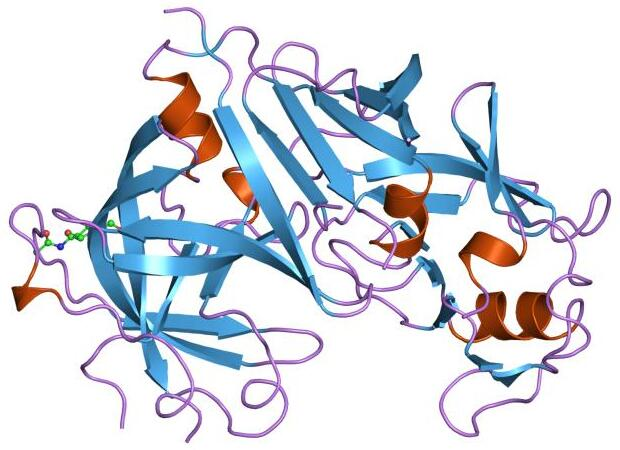
رنین

ظرف چند ثانیه تا چند دقیقه پس از تولید آنژیوتانسین I، دو اسیدآمینهٔ دیگر هم از آنژیوتانسین I جدا می‌شوند و در نتیجه یک پپتید ۸ اسیدآمینه‌ای به نام آنژیوتانسین II تولید می‌شود. تقریباً کل این تبدیل که در هنگام عبور خون از مویرگ‌های کوچک ریه انجام می‌شود، توسط آنزیمی به نام آنزیم مبدل آنژیوتانسین (ACE) که در اندوتلیوم عروق ریوی قرار دارد، کاتالیز می‌شود. آنزیوتانسین II علاوه بر این که در ریه‌ها ایجاد می‌شود، در بافت‌های دیگری از قبیل کلیه‌ها نیز به صورت موضعی و هم‌چنان توسط آنزیم مبدل تولید می‌شود.